# Station Seebad Heringsdorf
Station Seebad Heringsdorf is een spoorwegstation in de Duitse badplaats Heringsdorf. Het station werd in 1894 geopend.